# خلسه (فیلم ۲۰۱۳)
خلسه (به انگلیسی: Trance) فیلمی به کارگردانی دنی بویل و محصول ۲۰۱۳ بریتانیا است. در این فیلم جیمز مک‌آووی، رزاریو داوسون و ونسان کسل بازی کرده‌اند. فیلم‌نامهٔ خلسه توسط جو آهرن (Joe Ahearne) و جان هاج (John Hodge) نوشته شده‌است.

## خلاصهٔ داستان
سیمون (جیمز مک‌آووی) به فرانک (ونسان کسل) که شریک و دوستش در یک سرقت هنری است، خیانت می‌کند و تابلوی باارزشی را که با هم سرقت کرده‌اند، پنهان می‌کند، اما بر اثر واردآمدن ضربه‌ای به سرش دچار فراموشی می‌شود و نمی‌تواند به خاطر بیاورد که تابلوی گران‌قیمت را که اثری هنری از فرانسیسکو گویا (نقاش بزرگ اسپانیایی) است، کجا پنهان کرده‌است. فرانک اصرار دارد که سیمون باید تحت مشاورهٔ روانیِ الیزابت (رزاریو داوسون)، که با هیپنوتیزم به درمان بیماران می‌پردازد، قرار گیرد اما این درمان، سیمون را وارد یک بازی خطرناک از خاطرات مدفون‌شدهٔ او از خیانت‌ها و دروغ‌ها می‌کند.